# Brzozowe Błota
Brzozowe Błota – wieś borowiacka w Polsce położona w województwie kujawsko-pomorskim, w powiecie tucholskim, w gminie Śliwice na obszarze Borów Tucholskich przy trasie dawnej magistrali węglowej Maksymilianowo – Kościerzyna – Gdynia.
W latach 1975–1998 miejscowość administracyjnie należała do województwa bydgoskiego. Według Narodowego Spisu Powszechnego (III 2011 r.) liczyła 102 mieszkańców. Jest czternastą co do wielkości miejscowością gminy Śliwice.